# Val di Taro
La Val di Taro (sovente contratto in Val Taro) si trova in Emilia-Romagna, in provincia di Parma, e prende il nome dall'omonimo fiume che nasce dal monte Penna e confluisce, dopo 126 km, nel Po come affluente destro, nella Frazione di Coltaro, anticamente,(denominata "Caput Tari"), frazione del Comune di Sissa-Trecasali, oggi sfocia nella frazione di Gramignazzo, sempre nel Comune di Sissa-Trecasali.
Confina a sud con la valle del Vara in Liguria e la val di Magra in Toscana; a ovest con la valle del Ceno e del Recchio; a est con la valle del torrente Baganza.
La valle è chiusa dai monti: Penna (1735), Zuccone (1423), Scassella (1228), Gottero (1640), Fabei (1585),  Molinatico (1549); mette in comunicazione la provincia di Parma con la Liguria attraverso il passo del Bocco e il passo di Centocroci, nonché con la Toscana per il passo della Cisa,  il passo del Brattello e Passo dei due Santi.

## Storia
Nell'alta valle transitava la strada che tra il VII secolo e l'anno mille gli abati dell'abbazia di Bobbio percorrevano per recarsi a Roma. Proveniente dalla val Ceno attraversava il Taro su un ponte a Borgotaro, da lì due strade risalivano lo spartiacque: la via montis Burgalis altomedievale con l'ospizio di San Bartolomeo sul valico del Borgallo e la via del Brattello, medievale, entrambe scendevano a Pontremoli.
La via più conosciuta è la via Francigena, strada che i pellegrini percorrevano nel Medioevo e che collegava Canterbury a Roma. Percorreva tutta la valle, da Noceto fino al passo della Cisa, Noceto fú, dal 1077, proprietà degli Este, poi, dagli inizi del '200, dei Marchesi Pallavicino, che nel 1249, ne ricevettero una prima investitura imperiale. Tra il 1345 ed il 1416 fú dei Sanvitale, nel 1447 dei Rossi di San Secondo, ed ancora dei Sanvitale di Fontanellato, dal 1574.
Alla fine del XIII secolo, al tramonto dell'epoca sveva, corrisponde la nascita dei feudi imperiali, già dei Marchesi Pallavicino (di stirpe Obertenga, Longobardi: gli Obertenghi erano già Marchesi di Milano), e, sucessivamente, dalla metà del '500, dei Landi, che proprio nella alta Val Taro avevano il cuore del proprio principato. La bassa valle del Taro, nello specifico, Castelguelfo (così ribattezzato da Ottobono Terzi), Frazione di Noceto, era in origine dei da Correggio, poi passò al Marchese Nicolò Pallavicino, poi a Ottobono Terzi, ed infine al Marchese Rolando Pallavicino detto il Magnifico, Marchese dello "Stato Pallavicino". Altra località della bassa valle del Taro era Bianconese di Fontevivo, investita dall'Imperatore Federico Barbarossa, nel 1189, al Marchese Oberto I Pallavicino. Secoli dopo, Bianconese, con Bellena fú infeudata ai Conti Sanvitale di Fontanellato. Sempre nella bassa valle del Taro troviamo le località di Castelaicardi e San Secondo, feudi dei Conti, poi Marchesi Rossi, ed infine, Trecasali, appartenente al Comune di Sissa-Trecasali, già infeudata alla famiglia Terzi (anticamente da Cornazzano), di origine germanica, investita da Lodovico il Bavaro (1329) per Sissa e Torricella, infeudazione confermata da Gian Galeazzo Visconti (1386) per Sissa e Trecasali,ecc., ed infine, la elevazione in contea, nel 1450, dal duca Francesco Sforza Visconti, coi titoli di Conte di Belvedere (con Moragnano, Vezzano,Groppizzioso, Lalatta, Treviglio, Musiara) Conte di Sissa con le località di Casalfoschino, Sala, Borgonovo sotto l'argine (sotto la ghiaia), San Lazzaro "cum Flexa".

Grande stemma dei Landi

Fra il Settecento e l'inizio del Novecento dai paesi dell'Alta Val di Taro si è sviluppato il fenomeno degli ammaestratori ambulanti chiamati orsanti.

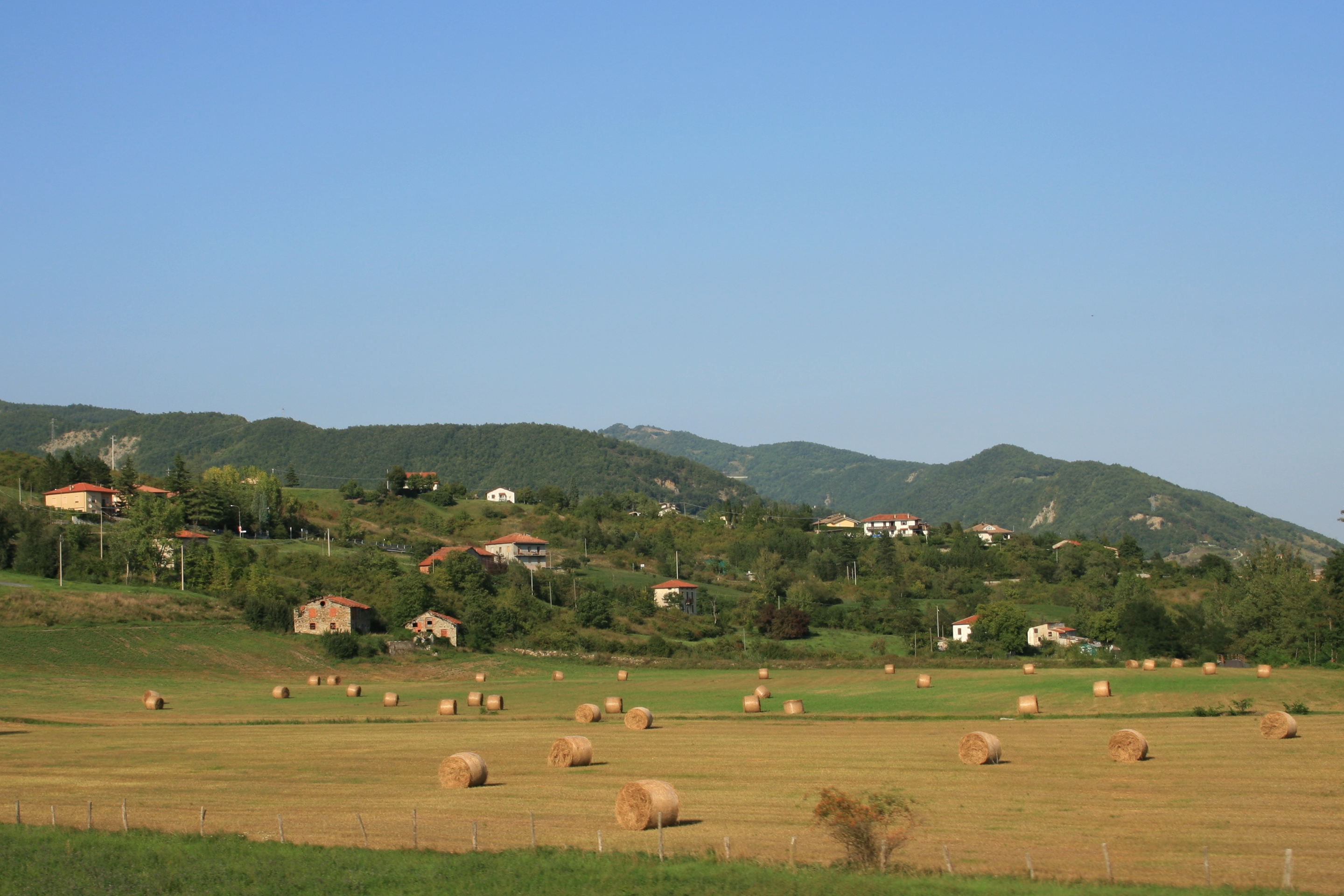
Borgo Val di Taro.

Durante la seconda guerra mondiale, nell'estate del 1944 la zona fu teatro dell'operazione Wallenstein, una serie di rastrellamenti di partigiani effettuati da forze nazi-fasciste.

## Comuni
La Val di Taro comprende i comuni di Albareto, signoria, fino al 1574, della potente famiglia Patrizia Genovese, dei Fieschi, Conti di Lavagna, Bedonia, Borgo Val di Taro, probabile proprietà, dagli inizi del '200, della famiglia Patrizia Genovese dei Fieschi, Compiano, Fornovo di Taro, Solignano, fú dei Marchesi Pallavicino fino al 1690: la frazione di Specchio, con quella di Castel Corniglio, fú un antico feudo dei Marchesi Pallavicino, investito, dall' Imperatore Federico II di Svevia, nel 1249, feudi passati al ramo dei Pallavicino, Marchesi di Scipione. Nel 1481, Giacomo Antonio Pallavicino, cavaliere di Francesco Sforza Visconti, 4° duca di Milano, con i suoi fratelli, ricevette la rinnovazione delle antiche investiture feudali sulla signoria di Specchio. Tornolo, già dei Marchesi Malaspina (di stirpe Obertenga, come i Marchesi Pallavicino) furono i primi proprietari, successivamente, fú dei Fieschi, e Valmozzola, già degli Obertenghi Marchesi Pallavicino, passò, in parte, ai Landi, e poi ai da Fogliano (Duca Giovanni Fogliani Sforza, Marchese di Pellegrino), parte di quelli di Berceto e Terenzo, tutti in provincia di Parma, nonché una piccola porzione dei comuni liguri di Borzonasca, in provincia di Genova (frazione Giaiette) e di Varese Ligure, in provincia della Spezia (frazione Pelosa).

## Luoghi d'interesse
Nella parte più alta la vallata comprende località molto suggestive tra cui Santa Maria del Taro (Tornolo), a pochi chilometri dal mar Ligure che si raggiunge attraverso il Passo del Bocco. Un po' più lontano dal Taro possiamo trovare Tarsogno, nota per i suoi pregiati funghi.
Ritornando sul corso del Taro si trova il Castello dei Landi di Compiano, ubicato su una piccola altura, a sinistra del fiume.